# Luis Puig (député)
Ne pas confondre avec Luis Puig dirigeant espagnol de cyclisme et président de l'UCI de 1981 à 1990.
Luis Puig est un député uruguayen, élu en 2009 sur la liste 609 (Mouvement de participation populaire, Parti pour la victoire du peuple, etc.) dans la circonscription de Montevideo. Secrétaire des droits de l'homme de la confédération syndicale PIT-CNT, il est par ailleurs membre du Parti pour la victoire du peuple (PVP) .